# スナックカー

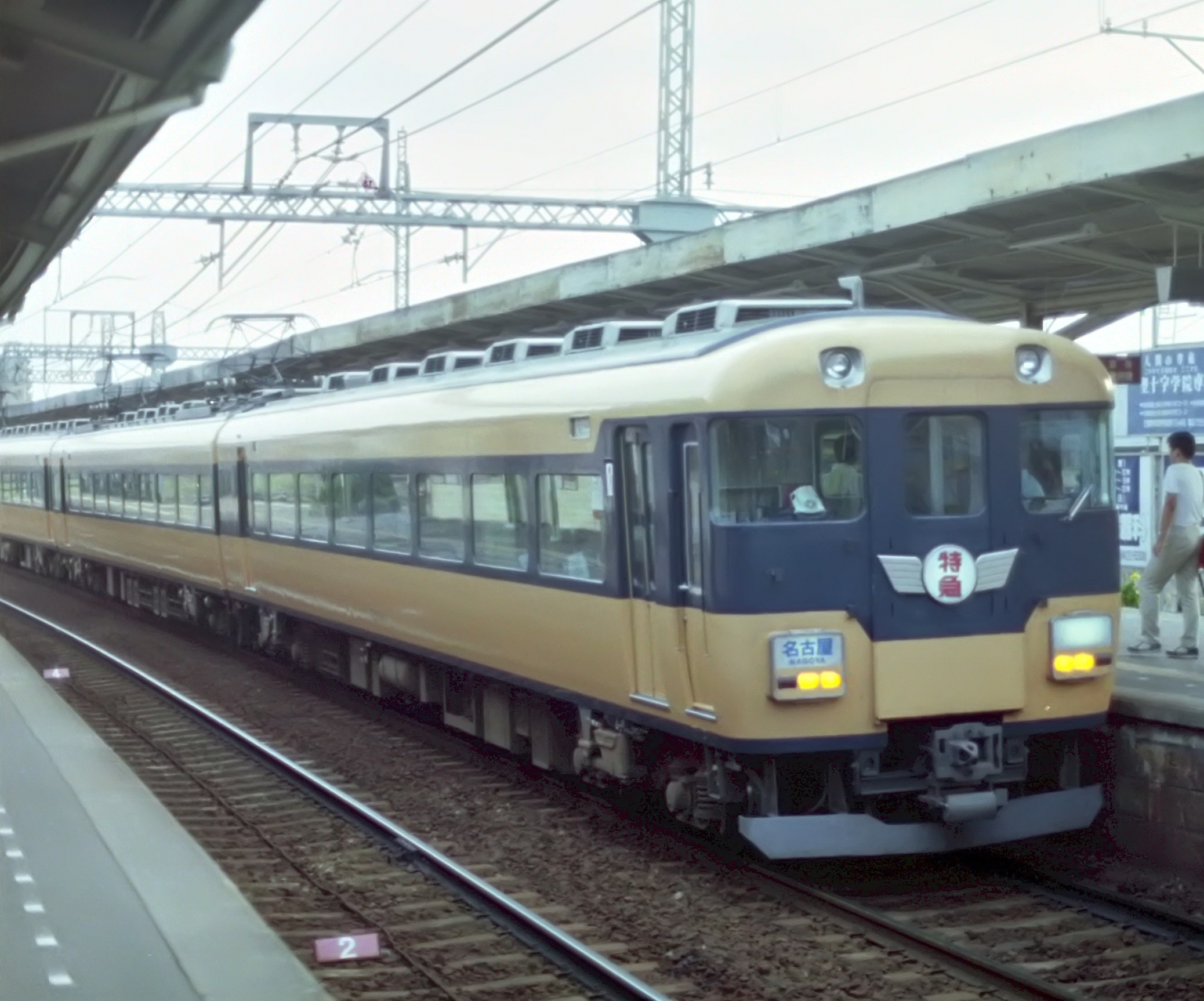
近鉄12200系電車の車体更新前のフロントマスク
1992年9月撮影

スナックカー（Snack Car）は、近畿日本鉄道（近鉄）が運行した特急車両（電車）の愛称である。
従来まで転換式クロスシートまたは回転式クロスシートを採用していた近鉄特急だったが、この車両群からリクライニングシートを採用し、「スナックコーナー」と呼ばれる車内で軽食サービスを提供する調理設備を設置して、サービスグレードの向上を目指した車両群である。

## 車両一覧
- 近鉄12000系電車 - 1967年に登場した。旧スナックカーと称していた。
- 近鉄12200系電車 - 1969年に登場した。新スナックカーと称していた。
- 近鉄18400系電車 - 1969年に登場した。ミニスナックカーと称していた。